# Bulletin hispanique
Le Bulletin hispanique est une revue scientifique française publiée depuis 1899 portant sur les études hispanistes.

## Histoire
Fondée en 1899 par des auteurs de la renommée de Georges Cirot, Ernest Mérimée (es), Alfred Morel-Fatio, Pierre Paris, Georges Radet ou Pierre Imbart de La Tour, elle est à l'origine le rival de la Revue hispanique (es), aujourd'hui disparue,.
En 1981, l'Académie royale espagnole lui décerne le prix de la Fundación Nieto López.
Elle est actuellement éditée par l'Université Bordeaux-Montaigne.
Les numéros 1 à 109 (1899 à 2007) sont désormais consultables en ligne sur Persée (portail) et ceux à partir du 109 (2007) le sont consultables sur OpenEdition Journals.